# Domínio de Fukuoka
Domínio de Fukuoka (福冈 藩, Fukuoka-han). Foi um domínio do Período Edo da história do Japão. Estava localizado na Província de Chikuzen na atual Fukuoka, na ilha de Kyushu.

## Lista de Daimyos
Clã Kuroda, 1600-1871 (Tozama; 502,000->412,000->433,000->473,000 koku) 
- Kuroda Nagamasa
- Kuroda Tadayuki
- Kuroda Mitsuyuki
- Kuroda Tsunamasa
- Kuroda Nobumasa
- Kuroda Tsugutaka
- Kuroda Haruyuki
- Kuroda Harutaka
- Kuroda Naritaka
- Kuroda Narikiyo
- Kuroda Nagahiro
- Kuroda Nagatomo
- Príncipe Arisugawa Taruhito